# Mucky Foot Productions
Mucky Foot Productions foi uma desenvolvedora de jogos eletrônicos britânica. Fundada em 1997 por ex-funcionários da Bullfrog Productions, a empresa desenvolveu três jogos e foi dissolvida em 2003.

## História
A Mucky Foot Productions foi fundada em fevereiro de 1997 em Guildford, no Reino Unido, por três ex-funcionários da Bullfrog Productions: Mike Diskett, Fin McGechie e Guy Simmons. Eles tinham a intenção de evitar a expansão e a atmosfera corporativa que havia ganhado espaço na Bullfrog. Outro desenvolvedor que havia trabalhado para a Bullfrog, Gary Carr se juntou à empresa pouco depois.
Em outubro de 1997, a publicadora britânica Eidos Interactive anunciou um acordo mundial com a Mucky Foot. O anúncio também foi utilizado para publicitar o primeiro jogo da desenvolvedora, Urban Chaos, na época ainda referido com o nome Dark City.
Durante sua existência, a Mucky Foot lançou mais dois jogos: Startopia, também publicado pela Eidos, e Blade II, publicado pela Activision. Apesar de altas expectativas iniciais, a empresa fechou as portas em novembro de 2003, em parte por causa da decisão da THQ de cancelar The Punisher, um dos jogos em desenvolvimento na Murky Foot na época. Graças a isso, seis jogos foram cancelados em diferentes fases de desenvolvimento, incluindo uma sequência de Urban Chaos.
Em maio de 2017, Mike Diskett publicou o código-fonte de Urban Chaos sob a licença MIT no GitHub.

## Jogos desenvolvidos
| Ano  | Título           | Publicadora        | Plataforma(s)                   | Ref.   |
| ---- | ---------------- | ------------------ | ------------------------------- | ------ |
| 1999 | Urban Chaos      | Eidos Interactive  | Windows, PlayStation, Dreamcast | [ 11 ] |
| 2001 | Startopia        | Eidos Interactive  | Windows                         | [ 5 ]  |
| 2002 | Blade II         | Activision         | PlayStation 2, Xbox             | [ 7 ]  |
| N/A  | Bulletproof Monk | Empire Interactive | Desconhecido                    | [ 9 ]  |
| N/A  | The Punisher     | THQ                | Desconhecido                    | [ 9 ]  |
| N/A  | Urban Chaos 2    | Desconhecido       | Desconhecido                    | [ 9 ]  |
| N/A  | ER Tycoon        | Desconhecido       | Desconhecido                    | [ 9 ]  |
| N/A  | Skyships         | Desconhecido       | Desconhecido                    | [ 9 ]  |
| N/A  | Barbarian        | Desconhecido       | Desconhecido                    | [ 9 ]  |